# Resolució 1172 del Consell de Seguretat de les Nacions Unides
La Resolució 1172 del Consell de Seguretat de les Nacions Unides fou adoptada per unanimitat el 6 de juny de 1998. Després d'escoltar les proves nuclears realitzades per Índia i Pakistan al maig de 1998, el Consell va condemnar les proves i va exigir que ambdós països s'abstinguessin de fer proves addicionals.

## Resolució
El Consell de Seguretat va començar afirmant que tota la proliferació nuclear d'armes nuclears amenaça la pau i la seguretat internacionals. Estava preocupat per les proves realitzades per Índia i Pakistan i per una potencial cursa armamentista al sud d'Àsia. S'ha emfatitzat la importància del Tractat de No Proliferació Nuclear (TNP), del Tractat de Prohibició Completa dels Assaigs Nuclears (CTBT) i el desmantellament d'armes nuclears.
El Consell de Seguretat va condemnar la prova índia Pokhran-II els dies 11 i 13 i la prova pakistanesa Chagai-I els dies 28 i 30 de maig. Va exigir que tots dos països deixessin de fer proves immediatament i va demanar a tots els països que no duguessin a terme proves d'armes nuclears. També es va demanar a l'Índia i al Pakistan que mostressin moderació, s'abstinguessin de moviments provocatius i reprenguessin el diàleg. Tots dos països també van ser convidats a cessar els seus programes d'armes nuclears, deixant de desenvolupar míssils balístics i material físsil. Es va instar a tots els països a prohibir l'exportació d'equips, materials o tecnologia que poguessin ajudar de cap manera als programes de qualsevol país. La resolució va reconèixer que les proves constituïen una amenaça greu cap a la no proliferació i desarmament mundials.
A canvi de posar fi als seus programes nuclears, el Consell de Seguretat havia ofert ajuda en la solució del conflicte del Caixmir.

## Reacció
Els dos països involucrats van reaccionar amb ira per l'aprovació de la resolució, el Ministeri d'Afers Exteriors (Índia) va indicar que era "coactiva i poc útil", mentre que el Pakistan va dir que la presència d'armes nuclears a l'Àsia Meridional ara era un fet.
No obstant això, el Govern de l'Índia va assenyalar que el "Consell de Seguretat de l'ONU ha reconegut que el diàleg bilateral ha de ser la base de les relacions entre l'Índia i el Pakistan i s'han de trobar solucions mútuament acceptables per a qüestions pendents, entre elles, Caixmir. Això està en consonància amb la nostra posició".